# Stazione di Biancavilla Circonvallazione
La stazione di Biancavilla Circonvallazione era una fermata della Ferrovia Circumetnea, posta originariamente alla progressiva chilometrica 34+784,24 e a servizio della città di Biancavilla; dal 2015 venne sostituita dalla nuova fermata interrata.

## Storia
La fermata di Biancavilla Circonvallazione fu inaugurata il 2 febbraio 1895, contestualmente all'apertura in esercizio della prima tratta Catania-Adernò (oggi Adrano) della ferrovia Circumetnea, e fungeva da fermata sussidaria alla storica stazione di Biancavilla, posta al centro del paese.

### La soppressione a favore della nuova fermata
La fermata di Biancavilla Circonvallazione rimase operativa fino al 28 luglio 2015, poiché il giorno seguente essa venne sostituita dalla nuova fermata interrata, denominata Biancavilla Colombo, facente parte della nuova variante di Biancavilla, da cui dista appena qualche centinaio di metri.

## Strutture e impianti
Il fabbricato, posto alla destra rispetto al senso di marcia della strada ferrata, nonché in prossimità di un passaggio a livello, era ad una sola elevazione, comprendente una pensilina ed un largo marciapiede per i viaggiatori che erano in attesa del treno, era munita anche di biglietteria e serviva un solo binario.

## Movimento
L'orario invernale, entrato in vigore il 16 settembre 2013, comprendeva 14 treni diretti a Riposto e 13 treni diretti a Catania, per un totale di ventisette treni giornalieri.

## Servizi
La fermata era dotata di:
- Biglietteria a sportello.